# Simón Rodríguez

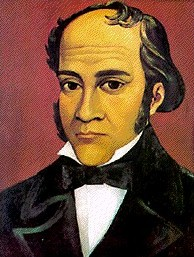
Porträt von Simón Rodríguez

Simón Rodríguez (Pseudonym: Samuel Robinson) (* 28. Oktober 1769 in Caracas; † 28. Februar 1854 in Amotape, Peru) war ein venezolanischer Pädagoge, Philosoph, Utopischer Sozialist sowie Hauslehrer, Freund und Mitarbeiter von Simón Bolívar.
Ab 1791 Lehrer in Caracas, veröffentlichte er 1794 eine erste schulkritische Schrift. An einer Verschwörung gegen die spanische Krone beteiligt, musste er 1797 Venezuela verlassen.
Unter dem Namen Samuel Robinson lebte er in Jamaika, den Vereinigten Staaten, Frankreich und reiste ab 1804 mit Simón Bolívar durch Europa. Von 1806 an lebte er in Italien, Deutschland, Polen und in Russland. Er arbeitete dort als Industriearbeiter und Lehrer. Ab 1823 wieder unter seinem Geburtsnamen in Kolumbien wird er 1824 von Bolívar zum „Direktor für Unterrichtswesen, Wissenschaften und Kunst“ in der bolivianischen Republik ernannt. Bis zum Ende seines Lebens blieb er als Lehrer in verschiedenen südamerikanischen Ländern tätig und verfasste zahlreiche Schriften zur Pädagogik, von denen allerdings ein großer Teil bei einem Brand 1896 in Guayaquil (Ecuador) verloren ging. In seinen Werken forderte Simón Rodríguez eine soziale Wirtschaftsordnung, eine klassenlose Gesellschaft sowie den Zugang aller Bevölkerungsgruppen zu Schulen und Bildungseinrichtungen.
| Personendaten    | Personendaten                                                                                        |
| ---------------- | --- |
| NAME             | Rodríguez, Simón                                                                                     |
| ALTERNATIVNAMEN  | Robinson, Samuel (Pseudonym)                                                                         |
| KURZBESCHREIBUNG | Pädagoge, Philosoph, Utopischer Sozialist sowie Hauslehrer, Freund und Mitarbeiter von Simón Bolívar |
| GEBURTSDATUM     | 28. Oktober 1769                                                                                     |
| GEBURTSORT       | Caracas                                                                                              |
| STERBEDATUM      | 28. Februar 1854                                                                                     |
| STERBEORT        | Amotape, Peru                                                                                        |